# Grundtjärnen (Lycksele socken, Lappland, 716144-163297)
Grundtjärnen är en sjö i Lycksele kommun i Lappland och ingår i Umeälvens huvudavrinningsområde. Sjön har en area på 0,0411 kvadratkilometer och ligger 271,9 meter över havet.

## Delavrinningsområde
Grundtjärnen ingår i det delavrinningsområde (716128-163302) som SMHI kallar för Ovan 716632-163079. Medelhöjden är 305 meter över havet och ytan är 21,15 kvadratkilometer. Räknas de 8 avrinningsområdena uppströms in blir den ackumulerade arean 81,42 kvadratkilometer. Tannbäcken som avvattnar avrinningsområdet har biflödesordning 2, vilket innebär att vattnet flödar genom totalt 2 vattendrag innan det når havet efter 154 kilometer. Avrinningsområdet består mestadels av skog (69 procent) och sankmarker (25 procent). Avrinningsområdet har 0,04 kvadratkilometer vattenytor vilket ger det en sjöprocent på 0,2 procent.